# Antonino Fiocca
Antonino Fiocca, all'anagrafe Antonio Fiocca (Carovilli, 22 novembre 1835 – Roma, 10 gennaio 1914), è stato un magistrato e politico italiano.

## Biografia
Entrato in magistratura nel 1862 come procuratore del Re presso il tribunale di Taranto, ha compiuto tutta la carriera giungendo agli incarichi di sostituto procuratore generale presso la Corte d'appello di Messina (24 agosto 1876), sostituto procuratore generale presso la Corte d'appello di Ancona (23 settembre 1877), sostituto procuratore generale presso la Corte d'appello di Napoli (27 marzo 1881), sostituto procuratore generale presso la Corte di cassazione di Roma (7 novembre 1889), e consigliere della Corte di cassazione di Roma (20 dicembre 1894). Si ritira per raggiunti limiti di età nel 1910 come presidente onorario di sezione della Corte di cassazione.